# Палаццо Бонакорсо
Палаццо Бонакорсо( італ. Palazzo Bonaccorso) — офіційна споруда в місті Болонья в стилі модернізму, де розташована більшість закладів мерії міста. 

## Історія і назва
Модерна споруда вибудована в період 2006-2008 років. Після історичної споруди палаццо Комунале —  це головний офіс мерії міста. Палаццо Бонакорсо вибудовано на ділянці, наближеній до станції швидкісної залізниці. В містобудівному плані — це буде новий район міста з парком, наближений до історичної частини Болоньї .
Три будівлі, поєднані єдиним дахом-вітрилом з металевих труб, вибудовані на земельній ділянці, де був фруктово-овочевий ринок Болоньї. Три окремі вежі у двандцять, десять і вісім поверхів  мають фасади, виконані зі сталі і скла. Комплекс споруд має два рівні —— надземний та підземний, поєднані пандусами та сходами. Головний вхід розташований на південному сході .

Реконструкції підлягала і навколишня земельна ділянка, створена нова інфраструктура. Тут облаштували фонтан і площа з назвою Лібер Парадізус ( Liber Paradisus ). Liber Paradisus — історична назва офіційного документа, котрий створив колишній мешканець Болоньї Бонакорсо да Сорезіна, в котрому декларував скасування кріпацтва, один з перших подібних в Італії. На честь Бонакорсо палац і отримав сучасну назву. Поряд розташовані автостоянка, пошта, відділення банку, ресторан, декілька крамниць, сквер.
Палац урочисто відкрили в вересні 2008 року. Урочистості очолював тодішній мер Болоньї Серхіо Коффераті разом із своїми попередниками.